# بيت القذفي (مدينة حجة)

تعديل مصدري - تعديل

بيت القذفي هي إحدى قرى عزلة عبس بمديرية مدينة حجة التابعة لمحافظة حجة، بلغ تعداد سكانها 329 نسمة حسب تعداد اليمن لعام 2004.